# Orthosia diffusa
Orthosia diffusa là một loài bướm đêm trong họ Noctuidae.